# Milan Kujundžić
Milan Kujundžić (Ivanbegovina, 27. travnja 1957.) hrvatski je liječnik i političar te bivši ministar zdravstva u Vladi Republike Hrvatske.

## Životopis
Milan Kujundžić rođen je 1957. godine u Ivanbegovini, u Imotskoj krajini. Godine 1982. diplomirao je na Medicinskom fakultetu u Zagrebu, a 1989. položio je specijalistički ispit iz interne medicine. Doktorsku disertaciju pod naslovom "Učinak kemoterapije i imunomodulatora na jetrene metastaze adenokarcinoma debelog crijeva u štakora", obranio je 1992. godine na Medicinskom fakultetu u Zagrebu. Od 1990. do 2004. godine obnašao je dužnost glavnog tajnika Hrvatskog liječničkog sindikata. Godine 2004. bio je pomoćnik ministra zdravstva Republike Hrvatske, dok je od 2004. do 2012. godine obnašao dužnost ravnatelja Kliničke bolnice Dubrava. Od 1996. godine do danas pročelnik je Zavoda za gastroenterologiju i hepatologiju Klinike za unutarnje bolesti u Kliničkoj bolnici Dubrava. Milan Kujundžić je oženjen te je otac dvoje djece.

## Akademski stupnjevi, napredovanja i dužnosti
- 1982. diplomirao na Medicinskom fakultetu u Zagrebu
- 1989. položio specijalistički ispit iz Interne medicine, Medicinski fakultet u Zagrebu.
- 1988. obranio magistarski rad pod naslovom "Liječenje metastaza mišjeg tumora modifikatorima biološkog odgovora", Medicinski fakultet u Zagrebu.
- 1992. obranio doktorsku disertaciju pod naslovom "Učinak kemoterapije i imunomodulatora na jetrene metastaze adenokarcinoma debelog crijeva u štakora, Medicinski fakultet u Zagrebu.
- Od 1996.  godine pročelnik Zavoda za gastroenterologiju i hepatologiju Klinike za umutarnje bolesti u Kliničkoj bolnici Dubrava.

## Znanstveno i stručno usavršavanje
- 1989. položio specijalistički ispit iz Interne medicine, Medicinski fakultet u Zagrebu.
- 1982./83. poslijediplomski studij "Onkologija", Medicinski fakultet u Zagrebu.
- 1988. obranio magistarski rad pod naslovom "Liječenje metastaza mišjeg tumora modifikatorima biološkog odgovora", Medicinski fakultet u Zagrebu; mentor: prof.dr.sc. Ivan Bašić, Prirodoslovno-matematički fakultet).
- 1990./91. poslijediplomski studij "Hepatogastroenterologija", Medicinski fakultet u Zagrebu.
- 1992. obranio doktorsku disertaciju pod naslovom "Učinak kemoterapije i imunomodulatora na jetrene metastaze adenokarcinoma debelog crijeva u štakora, Medicinski fakultet u Zagrebu; mentor: prof.dr.sc. Ivan Bašić, Prirodoslovno-matematički fakultet).
- 1991./92. studijski boravci u Klinici za gastroenterologiju u Munsteru, Njemačka.
- 1993./94. postdoktorska stipendija u Oklahoma Medical Research Foundation u Oklahoma Transplantation Institute, Oklahoma City, OK, USA, u trajanju od 18 mjeseci. Radio na problemu ksenotransplantacije.
- 1995. 1st integrated ESGE Postgraduate Course for Eastern European Countries, Miskolc, Hungary.
- 1998. The First Baltic States Workshop on Advanced Endoscopy, Tallinn, Estonia.
- 1999. ESGE International Workshop on Advanced Endoscopy, Klinička bolnica Dubrava, Zagreb, Croatia (potpredsjednik i domaćin skupa).
- 2001. studijski boravak u Klinici za gastroenterologiju u Münsteru, Njemačka.

## Nastavno iskustvo
- 1989./90. Srednja medicinska škola "Sestre milosrdnice" - predmet: Interna medicina.
- 1990./91. Medicinski fakultet Zagreb, poslijediplomski studij: Ultrazvuk u hepatogastroenterologiji - predavanja, vježbe - godišnje 20 sati
- Od 1992. Prirodoslovno-matematički fakultet, poslijediplomski studij: Imunologija tumora (nositelj kolegija prof. dr. I. Bašić) - predavanja, seminari, vježbe - godišnje 50 sati.
- Od 1996. Medicinski fakultet Rijeka, poslijediplomski studij: Imunobiologija i bioterapija tumora (nositelj kolegija prof. dr. I. Bašić) - predavanja, seminari - godišnje 12 sati.
- Od 1996. Medicinski fakultet Zagreb, Klinika za unutarnje bolesti, Klinička bolnica Dubrava: Propedeutika interne medicine - predavanja, vježbe - godišnje oko 60 sati.
- Od 1996. Medicinski fakultet Zagreb, Klinika za unutarnje bolesti, Klinička bolnica Dubrava, predmet: Interna medicina – hepatogastroenterologija - predavanja, vježbe, seminari - godišnje oko 250 sati.
- 1998. Izabran u znanstveno-nastavno zvanje višeg asistenta na Katedri za internu medicinu, Medicinski fakultet u Zagrebu
- 2000. Izabran u zvanje docenta na Katedri za patofiziologiju Farmaceutsko-biokemijskog fakulteta u Zagrebu.
- Od 2000. Medicinski fakultet Mostar, predmet: Interna medicina – hepatogastroenterologija - predavanja, vježbe, seminari - godišnje oko 90 sati.
- Od 2000. Medicinski fakultet u Zagrebu, predavač na više izbornih kolegija.
- 2004.  Izabran u zvanje docenta na Katedri za internu medicinu, Medicinski fakultet u Zagrebu.
- 2004. Izabran u zvanje izvanrednog profesora na Katedri za patofiziologiju Farmaceutsko-biokemijskog fakulteta u Zagrebu.
- 2006. Medicinski fakultet u Zagrebu, predmet: Interna medicina – hepatogastroenterologija – predavanja, vježbe i seminari na engleskom jeziku.

## Znanstveno-stručna djelatnost

### Kvalifikacijski radovi
Magistarski rad: "Liječenje metastaza mišjeg tumora modifikatorima biološkog odgovora" (Medicinski fakultet u Zagrebu, 1988).
Doktorska disertacija: "Učinak kemoterapije i imunomodulatora na jetrene metastaze adenokarcinoma debelog crijeva u štakora (Medicinski fakultet u Zagrebu, 1992).

### Znanstveni projekti
Sudjelovao je na više domaćih te jednom znanstvenom projektu u SAD-u. 
Voditelj je projekta Bolesti pankreato-bilijarnog sustava: etiologija, dijagnostika i terapija (br. 198-0000000-1124) koji financira Ministarstvo znanosti, obrazovanja i športa. Projekt nastoji identificirati i utvrditi značaj čimbenika rizika koji dovode do pojave bolesti pankreato-bilijarnog kanalnog sustava u populaciji RH, a osobito onih ovisnih o podneblju, odnosno navadama u pojedinim regijama RH. Dodatno, projekt se bavi izradom optimalnih dijagnostičko-terapijskih postupnika primjerenih našim socio-ekonomskim mogućnostima.
Također sudjeluje u dva projekta Ministarstva znanosti, obrazovanja i športa u svojstvu suradnika:
1) Epidemiologija, dijagnostika i terapija Helicobacter pylori infekcije (projekt teče od 1998). 
Projekt je do sada dao više kongresnih priopćenja i nekoliko publikacija. Ima stručnu i znanstvenu valjanost kako bi se razjasnilo značenje Helicobacter pylori u našoj zemlji u smislu prokuženosti pučanstva, značenje u etiopatogenezi ulkusne bolesti, gastritisa, malignih bolesti, kao i ishemijske bolesti srca.
2) Tumori i metastaze: biologija i liječenje. (Projekt teče od 1998).
Projekt ima znanstvenu valjanost u smislu izučavanja imunobiologije tumora i pronalaženja novih oblika kemoimunoterapije tumora. Iz projekta je proizišlo više kongresnih priopćenja i publikacija. 

### Organizacija znanstvenih i stručnih skupova
- 1999. European Society of Gastrointestinal Endoscopy (ESGE):  International Workshop on Advanced Endoscopy, University Hospital Dubrava, Zagreb, Croatia (potpredsjednik i domaćin skupa).

### Članstvo i dužnosti u znanstvenim i stručnim društvima
- European Society of Gastrointestinal Endoscopy
- European Society of Ultrasound
- Hrvatski liječnički zbor
- Hrvatsko gastroenterološko društvo
- Hrvatska endoskopska sekcija
- Hrvatska liječnička komora

### Znanstvene i stručne nagrade
- Nagrada na 8. europskom gastroenterološkom kongresu za rad:

Kujundžić M, Ljubičić N, Banić M, Buljevac M, Guštin P, Kardum D, Lešnjaković I, Pavlović V. The frequency of relapse and bleeding previous gastroduodenal lesions in NSAID-users on maintenance treatment. Gut (Suppl III) 2000; 47:A84. A abstract of the 8th United European Gastroenterology Week, Brussels, 2000.

### Preostala znanstvena djelatnost
Pozvani predavač na više domaćih znanstvenih skupova s međunarodnim sudjelovanjem

## Znanstveno iskustvo
- Znanstveni pristup kliničkom radu s aktivnim sudjelovanjem na međunarodnim skupovima i publikacije s kliničkom tematikom.
- Izrada magistarskog i doktorskog rada u Zavodu za animalnu fiziologiju Prirodoslovnomatematičkog fakulteta u Zagrebu te publikacije iz tog područja.
- Postdoktorska stipendija u Oklahoma Medical Research Foundation u Oklahoma Transplantation Institute, Oklahoma City, OK, USA. Radio na problemu ksenotransplantacije. Publikacije iz tog područja. Publikacije iz tog područja.
- Mentorstvo za magisterij i doktorat.
- Aktivno radio i radi na više eksperimentalnih i kliničkih projekata

## Objavljeni znanstveni i stručni radovi, kongresna priopćenja, knjige
Prof.dr.sc. Milan Kujundžić je autor mnogih znanstvenih i stručnih radova. Obajavio je mnoga kongresna priopćenja.

### Knjige
- A. Bilić, M. Kujundžić, T. Kolevska, Ž. Puljiz. Dijagnostički postupak kod portalne hipertenzije. U A.Bilić i sur. Odabrana poglavlja iz hepatologije, Zagreb, Medicinska Naklada, 1990.
- M. Kujundžić, A. Bilić, Ž. Babić. Konzervativna terapija karcinoma gušterače. U A.Bilić i sur. Bolesti gušterače. Zagreb, Medicinska Naklada, 1993.
- M. Kujundžić (urednik) i suradnici. Poremećaji probave (Dio 3, Pogl. 19-35, Str.235-367) i Bolesti jetre i bilijarnog trakta (Dio 4, Pogl. 36-48, Str. 369-439) "prijevod s engleskog na hrvatski" The Merck Manual 17th Edition 1999; MSD priručnik dijagnostike i terapije – 1. hrvatsko izdanje; Placebo, Split, 2000.
- M. Kujundžić. Bolesti anorektalne regije (Pogl. 54); Bolesti peritoneja i mezenterija (Pogl. 97).  U B. Vucelić i suradnici. Gastroenterologija i hepatologija. Medicinska naklada, Zagreb, 2002.
- M. Kujundžić. Sindrom proljeva (Pogl. VIII.3.). U Vrhovac B, Francetić I, Jakšić B, Labar B i Vucelić B. Interna medicina, Naklada Ljevak, Zagreb 2003.
- M. Kujundžić i suradnici. Klinička patofiziologija za studente farmaceutsko-biokemijskog fakulteta. Zagreb, FBF, 2003.
- M. Kujundžić. Poremećaji crijevne cirkulacije (Pogl.VIII.12.), Ostale bolesti probavnog sustava (Pogl. VIII.13.), Akutni abdomen (Pogl. VIII.14.). U Vrhovac B, Jakšić B, Reiner Ž i Vucelić B. Interna medicina, Naklada Ljevak, Zagreb 2008.
- Dario Rahelić, Milan Kujundžić, Velimir Božikov. Chapter VII - Zinc, Copper, Manganese and Magnesium in Liver Cirrhosis; 227-247.In: Micronutrients and Health Research. Takumi Yoshida et al. Nova Science Publishers. 2008.